# Kadisija
Kadisija (arabsko القادسية, latinizirano: al-Qādisiyyah) je zgodovinsko mesto v južni Mezopotamiji, jugozahodno od Kufe v sedanjem Iraku. Najbolj znana je kot kraj bitke pri Kadisiji okoli leta 636, v kateri je arabska muslimanska vojska premagala mnogo večjo vojsko Sasanidskega cesarstva. 

## Trgovska postaja
Kadisija je bila pred arabsko osvojitvijo nepomembna majhna vas zahodno od Evfrata in morda del sasanidskega obrambnega sistema proti Arabcem. V naslednjih stoletjih po osvojitvi je njem pomen rasel in je postala opazna postaja ob zelo pomembnih trgovskih poteh med Bagdadom in Meko.

## Zgodovina
Kadisija je bila okoli leta 636 prizorišče bitke, odločilne za arabsko osvajanje Perzije. Muslimanske čete kalifa Omarja pod poveljstvom Saada ibn abi Vakasa so kljub številčni premoči nasprotnika premagale vojsko sasanidskega cesarja Jazdgerda III., ki ji je poveljeval Rostam Farohzad. Bitka pri Kadisiji je bila kasneje opisana v epski pesnitvi Šahname (Knjiga kraljev), ki jo je napisal perzijski pesnik Firduzi.

## Druga zgodovinska Kadisija
Druga Kadisija je obstajala na reki Tigris, ob cesti med Bagdadom in Samaro. Obe mesti sta omenjeni v ibn Hordadbehovi Geografiji.

## Vira
- Alavi, S.M. Ziauddin (1965), Arab Geography in the Ninth and Tenth Centuries, Aligarh: Department of Geography, Aligarh Muslim University.
- Barthold, Wilhelm (1984), An Historical Geography of Iran, prevod: Svat Soucek, Princeton: Princeton University Press.